# 木村秀彬
木村 秀彬（きむら ひであきら）は、日本の作曲家、編曲家。ミラクル・バス所属。東京都在住。

## 来歴
東京都で生まれ、幼少期をアメリカ合衆国で過ごす。早稲田大学政治経済学部に入学後、独学で作曲を始める。大学卒業後、音楽理論・編曲を学ぶためバークリー音楽大学へ留学。同大学Contemporary Writing and Production科を卒業後、映像音楽を中心に活動中。

## 提供曲

### テレビ
2012年
- NTTドコモ 20周年スペシャルドラマ 夢の扉+ 特別編『20年後の君へ』（TBS）

2013年
- 潜入探偵トカゲ（TBS）
- スペシャルドラマ 「ハクション大魔王」（フジテレビ）
- NHKスペシャル「神の数式」（NHK）（Additional Music）

2014年
- S -最後の警官-（TBS）※共同（髙見優）
- かんさい熱視線（NHK）
- ホワイト・ラボ〜警視庁特別科学捜査班〜（TBS）
- ST 赤と白の捜査ファイル（日本テレビ）
- ビンタ!〜弁護士事務員ミノワが愛で解決します〜（日本テレビ）※共同（吉川慶）

2015年
- ORANGE 〜1.17命懸けで闘った消防士の魂の物語〜（TBS）
- ウロボロス〜この愛こそ、正義。 （TBS）
- かんさい熱視線（NHK）
- 表参道高校合唱部! （TBS）
- ランス・アンド・マスクス（TBS）※共同（堤博明）
- コウノドリ（TBS）

2016年
- ふなっしー探偵 メインテーマ（フジテレビ）
- お義父さんと呼ばせて（フジテレビ）
- 悪党たちは千里を走る（TBS）
- 聖戦ケルベロス 竜刻のファタリテ（テレビ東京）※共同（信澤宣明）
- NHK BS 「大越健介 激動の世界をゆく」（NHK BS）
- せいせいするほど、愛してる （TBS）
- そして、誰もいなくなった（日本テレビ）※共同（鈴木真人）
- ラプラスの因果律（フジテレビ）
- Chef〜三ツ星の給食〜（フジテレビ）

2017年
- 「BSニュース」（2017年 - 2021年・NHK BS）
- 小さな巨人（TBS）
- ウツボカズラの夢（東海テレビ）
- コウノドリ（TBS）

2018年
- 隣の家族は青く見える（フジテレビ）※共同（堤博明）
- ガンダムビルドダイバーズ（テレビ東京）
- 恋する肉食べ女子（朝日放送）
- ブラックペアン（TBS）
- サバイバル・ウェディング（日本テレビ）
- ドロ刑 -警視庁捜査三課-（日本テレビ）

2019年
- 私のおじさん〜WATAOJI〜（テレビ朝日）
- 絶対正義（東海テレビ）
- かんざらしに恋して（NHK BS）
- NHK NEWSLINE（NHK）
- ベビーシッター・ギン!（NHK BS）※共同（堤博明）
- TWO WEEKS（カンテレ / フジテレビ）
- NHKスペシャル「恐竜超世界」（NHK）※共同（Evan Call）
- ガンダムビルドダイバーズRe:RISE（2020年・Webアニメ）
- ACTORS -Songs Connection-（MX系）※共同（大隅知宇・堤博明）
- 引き抜き屋〜ヘッドハンターの流儀〜（WOWOW）
- グランメゾン東京（TBS）

2020年
- パパがも一度恋をした（東海テレビ）※共同（福島祐子）
- 未満警察 ミッドナイトランナー（日本テレビ）
- ガンダムビルドダイバーズ バトローグ（Webアニメ）
- この恋あたためますか（TBS）

2021年
- オー!マイ・ボス!恋は別冊で（TBS）
- ドラゴン桜 第2シリーズ（TBS）
- IP〜サイバー捜査班（テレビ朝日）
- 顔だけ先生（東海テレビ）
- 「シナぷしゅ」『なんでもGOGOソング』（テレビ東京）
- 「シナぷしゅ」『むしビート』（テレビ東京）

2022年
- だから殺せなかった（WOWOW）
- DCU（TBS）
- NHKスペシャル「恐竜超世界 in japan」（NHK総合）
- やんごとなき一族（フジテレビ）
- オールドルーキー（TBS）
- シャイロックの子供たち（WOWOW）
- クロサギ（TBS）

2023年
- ハマる男に蹴りたい女（テレビ朝日）
- NHKスペシャル「恐竜超世界2」（NHK総合）
- ラストマン-全盲の捜査官-（TBS）
- 「シナぷしゅ」『パカっとたまごのうた』（テレビ東京）
- トリリオンゲーム（TBS）
- フェルマーの料理（TBS）

2024年
- 松本清張ドラマスペシャル 第二夜「ガラスの城」（テレビ朝日）
- 約束 〜16年目の真実〜（日本テレビ）
- ブラックペアン シーズン2（TBS）
- 極悪女王（Netflix）※共同
- 誰かがこの町で（WOWOW）
- スペシャルドラマ「グランメゾン東京」（TBS）

2025年
- フォレスト（朝日放送テレビ）
- キャスター（TBS）
- 矢野くんの普通の日々（未発表）

### 映画
2013年
- 劇場版銀魂完結篇 万事屋よ永遠なれ（Additional Music）

2014年
- えいがパンパカパンツ バナナン王国の秘宝（共作）

2015年
- 映画 ST 赤と白の捜査ファイル（東宝）
- 映画 S -最後の警官-- 奪還 RECOVERY OF OUR FUTURE（東宝）※共同（高見優）

2024年
- 映画 グランメゾン・パリ

2025年
- 劇場版 トリリオンゲーム

### CD/DVD
- 愛美 LIVE for LIFE 〜狼たちの夜〜　収録「このまま、ずっと」
PlayStation Portableゲーム『ヴァイスシュヴァルツ ポータブル』エンディングテーマ（作曲・編曲）
- TVアニメ『アマガミSS+ plus』
  - キャラクターソング 森島はるか（伊藤静）「Sweet Graduation」（作曲・編曲）
  - キャラクターソング 桜井梨穂子（新谷良子）「アイスクリーム日和」（編曲）
- TVアニメ『武装神姫』エンディングテーマ
  - azusa 「太陽のサイン」（Guitar）
  - azusa 「太陽のサイン」通常盤収録「虹の始まる場所」（Guitar）
- TVアニメ『夜桜四重奏 〜ヨザクラカルテット〜』 
キャラクターソングベスト&オリジナルサウンドトラック『 桜新町の鳴らし方。』収録 士夏彦 雄飛（松本さち）「神のみぞ知らない」（編曲）
- TVアニメ『弱虫ペダル』 キャラクターソング CD VOL.3「浪速のスピードマン」（Guitar）
- A応P
  - アリノママMY WAY（作曲） - 『Never Say Never』収録（2012年）
  - アリノママMY WAY(New Take)（作曲） - 『A応P』収録（2016年）
- ELISA 紙飛行機（作曲） - 『AS LIFE』収録（2014年）
- DVD「ミテハイケナイ都市伝説」（Additional Music）
- アニメ「うしおととら」キャラクターソング「私のナイト」（作曲） - （2016年）

### その他
2012年
- RADIO 6局共同作成ラジオドラマ「6COLORS」（共作）

2014年
- TVアニメ「東京ESP」（Guitar）

2015年
- 舞台「TAKE FIVE」（TBS）

2016年
- 舞台「TAKE FIVE2」（TBS）